# Amphicyclotulus amethystinus
Amphicyclotulus amethystinus (лат.) — улитка, сухопутный брюхоногий моллюск рода Amphicyclotulus семейства Neocyclotidae, эндемик острова Доминика Наветренных островов.

## Описание
Раковина Amphicyclotulus amethystinus гладкая, блестящая, без полос на спирали, тёмно-каштановая или красновато-коричневая. Обороты спирали возле шва немного приплюснуты. У этого вида может быть тонкая спиральная исчерченность, хотя существуют значительные вариации; отчётливо видны осевые линии роста.
Оперкулум роговой, прозрачный, вогнутый снаружи, внутри хрящевой, центр выступает внутрь.
У Amphicyclotulus amethystinus спиральные нити отсутствуют или присутствуют слабо. Из рода Amphicyclotulus на Доминике встречаются два вида. Другой вид, Amphicyclotulus dominicensis, имеет спиральные тяжи, чётко выраженные и приподнятые.

## Таксономия
Впервые вид описал в 1868 году британский натуралист Роберт Джон Лечмер Гуппи и отметил, что этот вид не встречается выше 1000 м. Хотя он описал две «формы» улитки (α и β), он не распознал два отдельных вида. В 1884 году Джордж Френч Ангас впоследствии описал Cyclophorus amethystinus с высоты более 1200 м. В 1942 году Пол Барч ограничил название amethystinus только для варианта, описанного Гуппи как β-форма. Видовое название amethystinus означает «гладкая, блестящая, не полосатая по спирали».

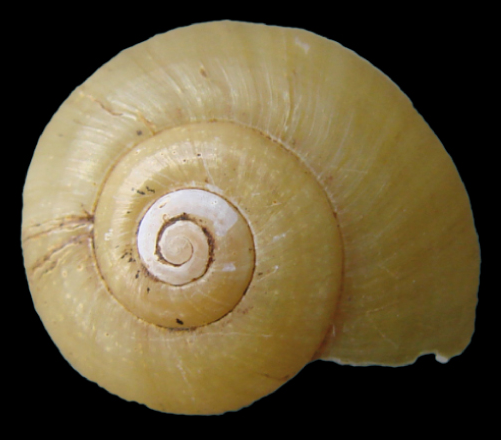
Раковина  14,1 мм, вид сверху.
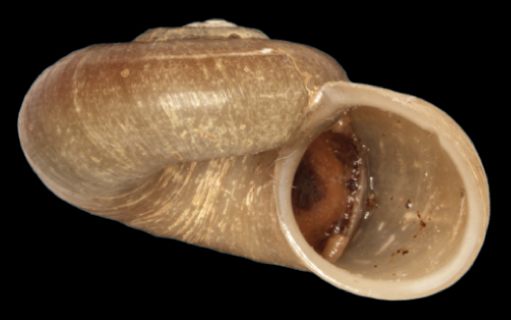
Раковина  18,4 мм, боковой вид

## Распространение и местообитание
Amphicyclotulus amethystinus — эндемик острова Доминика.
Типовой образец был собран в окрестностях деревни Лаудат. Голотип хранится в Национальном музее естественной истории в Вашингтоне (США).